# 奧蒂斯科湖
奧蒂斯科湖（英语：Otisco Lake）是紐約州十一个手指湖的最東端的湖泊。面積8.29平方公里，位於雪城西南的奧農達加縣。